# Bálsamo-de-tolu
O Bálsamo-de-tolu (Myroxylon balsamum; Toluifera balsamum) é uma árvore da família das leguminosas, cuja subfamília é a papilionoídea. Sua ocorrência vai do México à Amazônia e ao Norte da Argentina, sendo cultivada ou explorada pela madeira dura e resistente e para a produção do bálsamo-de-tolu, uma resina, semifluida ou quase sólida, marrom-avermelhada ou marrom-amarelada, aromática, obtida por lesão da árvore, muito utilizada em perfumaria, confeitaria e na fabricação de gomas de mascar, bem como ingrediente e veículo expectorante, em veterinária e farmácia. Possui folíolos ovados, flores alvas em racemos, e sâmaras de tom amarelo-pardacento, aromáticas.

## Outros nomes
Caboraíba, caboreíba, caboreíba-vermelha, caboriba, cabreúva, cabreúva-vermelha, cabriúva, cabriúva-vermelha, caburciba, capriúva, coroíba, pau-de-bálsamo, pau-de-incenso, pau-vermelho, puá